# غاري ويلسون (لاعب كرة قاعدة)
غاري ويلسون (بالإنجليزية: Gary Wilson) هو لاعب كرة قاعدة أمريكي، ولد في 12 يناير 1879 في بالتيمور في الولايات المتحدة، وتوفي في 1 مايو 1969 في راندالستاون في الولايات المتحدة.

## وصلات خارجية
- غاري ويلسون على موقعبيزبول رفرنس.كوم (الدوري الرئيسي) (الإنجليزية)
- غاري ويلسون على موقعبيزبول رفرنس.كوم (الدوري الثانوي) (الإنجليزية)